# 진리당
진리당(일본어: 真理党 신리토[*])은 1990년(헤이세이 2년) 제39회 중의원의원 총선거 때 옴진리교 교조 아사하라 쇼코를 당수로 하여 결성된 종교 정당이다.  1989년(헤이세이 원년) 8월 16일 도쿄도 선거관리위원회에 정치단체 설립을 신고했다. 1990년 총선에 아사하라 등 교단 간부 25명을 공천하였으나 전원 낙선했다. 뿐만 아니라 전원 공탁금 몰수점 미만의 득표를 하여 공탁금도 몰수되었다.

## 출마 경위
1990년 총선에 참여할지 여부는 교단 간부들의 다수결로 채택되었는데, 10대 2로 찬성파가 승리했다. 반대한 2인은 조유 후미히로와 기베 데쓰야였다.
진리당 결성 직후인 1989년 8월 27일, 쿠가야마 회관에서 “아스트랄월드 콘서트”가 개최되고, 아사하라 본인이 작곡한 「아사하라 쇼코 마치」가 발표되었고, 푸른 코끼리 모양의 “가네샤 모자”, 노란 코끼리 인형의 “가네샤 등신대 마스코트”, 아사하라 가면을 뒤집어쓴 “쇼코 군단”이 등장했다.
1989년 11월 4일에는 선거전을 비롯하여 교단의 활동에 장애가 된다 하여 사카모초 쓰쓰미 변호사와 그 일가족을 살해했다. 하지만 당시에는 단순 실종사건으로 취급되어 사건성조차 확정되지 않은 채 미궁에 빠졌고, 1990년 아사하라와 신자 24명이 제39회 중의원 총선거에 출마했다. 입후보자가 25명 이상이면 공직선거법상 확인단체로 인정되는 이점이 있다.
선거 입후보 단계에서 이미 살인사건에 가담한 후보자는 총 6명(아사하라 쇼코・무라이 히데오・니이미 토모미쓰・오카사키 카즈아키・오우치 토시야스・나카가와 토모마사)이었다.

## 선거 공약
- 소비세 폐지 - 재원은 행정개혁으로 11조엔 ― 정부가 유착을 없애기만 하면 소비세는 필요없어진다.
- 의료개혁- 환자 본위의 의료와 새로운 의학의 창조 ― 이것은 누구에게나 절실한 문제. 조속히 실시.
- 교육개혁 - 밝은 학교와 지능교육 추진 ― 아이들의 건강한 성장을 위하여.
- 복지 추진 - 풍요롭고 충실한 장수사회를 지향하여 ― 평온함이 충만한 매일을.
- 국민투표제도 도입의 구상 - 진정한 국민국가로서 계속되기 위해 ― 지금의 정치는 불만투성이. 국민투표제도를 도입하면 소비세 강행처리 같은 사태를 막을 수 있고, 비리의원을 우리 손으로 해촉할 수 있다. 금권・부패정치의 온상을 일소할 수 있다.

## 선거운동
당시 도쿄 4구(시부야구・나가노구・스기나미구)에서 출마한 아사하라의 선거운동은 이질적이었다. 교주 아사하라의 사진이 들어간 전단, 잡지를 선거구에 뿌리고, 아사하라의 가면을 대량으로 만들어 선거운동원에게 씌었다. 흰 코스튬을 입은 여신도들의 댄스, 「아사하라 쇼코 마치」를 시작으로 「진리교, 마를 쫓는 존사의 노래」, 「날갯짓, 내일을 향해」, 「가네샤 체조」 등 옴송(オウム song) 합창 등의 화려한 퍼포먼스로 다른 당 후보자를 방해하는 선거운동을 했다. 그러나 아사하라 외에 출마한 진리당 후보자들은 선거공보와 정견방송, 공설게시판에 게시하는 선거포스터 이외에 선거운동을 일체 하지 않았다.
공직선거법상 정해진 기준을 크게 넘어 일당 16시간씩 가두선전운동을 벌여 경시청의 경고를 받았으나, 운동에 동원된 신자에게는 “만약 누가 주의를 주면 ‘이것은 포교활동’이라고 말하고 피하라”는 지시가 내려졌다.
또한 하야카와 기요히데 휘하의 “올빼미 부대”가 결성되어, 야음을 틈타 다른 후보의 선거 포스터를 훼손했다. 이런 행위는 아사하라 본인이 권장한 것이며, 심야에 신도를 시켜 다른 후보자를 중상하는 삐라를 뿌리기도 했다.
아사하라 이외의 진리당 후보자들은 교단 내에서 쓰이는 홀리네임으로(예컨대, 조유 후미히로의 경우 마이트레야)으로 입후보 신고를 하려 했으나 인정되지 않았다. 하지만 공영게시판에 게시된 선거 포스터에는 아사하라 당수를 제외하면 홀리네임은 크게, 본명은 작게 적어놓고 흰 옷을 입고 종교적 포즈를 취한 사진이 많았다.

## 선거 결과
아사하라는 자신이 5-6만 표를 얻어 당선될 것으로 생각했으나, 개표 결과 5인 당선거구에서 1,783표로 13위에 그쳐 낙선했다. 다른 후보들도 1,000표를 넘은 것은 가나가와 3구에서 출마한 나카가와 토모마사 뿐이었고, 나머지는 아사하라의 절반 미만을 득표했다. 그래서 당시 입후보자 1인당 200만 엔이었던 공탁금을 합계 5,000만 엔 몰수당했다.
이에 몹시 낙심한 아사하라는 일시적으로 교단 대표를 사임하는 등 약한 소리를 하다가, 장녀(미와)와 삼녀(리카)가 “표 바꿔치기가 있었던 것 아니겠냐”고 발언하였고, 아사하라도 국가권력의 음모를 주장하게 되었다. 자기가 출마한 도쿄 제4구에서 개표부정이 있었는지 확인하겠다고, 신자 3명에게 일부러 본명 “마쓰모토 지즈오”로 투표시킨 다음, 개표시 입회 때 표를 확인시켜, 거기서 마쓰모토 표를 확인할 수 없었다고 (실제로는 그 많은 표 가운데 마쓰모토 표 3표를 찾는 것은 지극히 어려운 일이나) 이것이 선거부정의 증거라고 떠들썩하게 떠들었다. 아사하라는 조유 후미히로, 오우치 토시야스에게 재가신자들에게 변명할 내용을 생각해내도록 시켰고, “프리메이슨이 표를 자동적으로 고쳐쓰는 장치를 사용해 표를 바꿔치기했다”는 이야기가 고안되었다. 아사하라는 후지산 총본산에서 신도들에게 이번 선거의 패배는 국가권력에게 패배한 것이라는 요지로 설교했다.
이미 사카모토 변호사 일가 ‘실종’사건으로 매스컴의 주목을 받고 있던 아사하라는, 개표 속보를 전하는 각 방송국 TV프로그램에 출연해서, 진리당이 낙선한 것은 국가권력에 의한 개표조작 음모 때문이라고 주장했다.
이 선거 패배의 결과 아사하라는 무력에 의한 권력 탈취의 필요성을 느꼈다. 그는 “이번 중의원 선거는, 나의 마하야나 구제의 테스트케이스였다. 그 결과, 마하야나로는 구제할 수 없음을 알았기 때문에, 앞으로는 바즈라야나로 간다”며, 무기 개발을 서두르는 등 이후 교단이 더욱 흉포화한다. (다만, 아사하라의 범죄 긍정 설법은 선거 이전부터 이미 행해지고 있었다)  이후 무차별 테러 노선을 계획한 아사하라는 이시가키섬 세미나를 실시했다.
한편, 옴진리교 피해대책변호단은 아사하라가 입후보한 도쿄 4구의 스기나미구의 한 독채집에 100명 이상의 주민표가 모여있는 등, 신도들이 거주하지도 않는 주소로 선거권을 얻었다며 공선법 위반으로 경시청에 고발하였으나 불수리 되었다.